# Medisur
Medisur  es una revista científica elecrónica de las Ciencias Médicas de Cienfuegos. Se fundó en octubre de 2002, saliendo su primer número en el mes de mayo de 2003. 
El objetivo de la misma ha sido divulgar el conocimiento científico de los profesionales de la salud en el territorio de la provincia de Cienfuegos. Publica números seriado cuatrimestralmente, además de suplementos y números especiales dedicados a diferentes temas científicos de interés. 
Más del 60 % de los artículos de cada número son originales. 